# История Каталонии

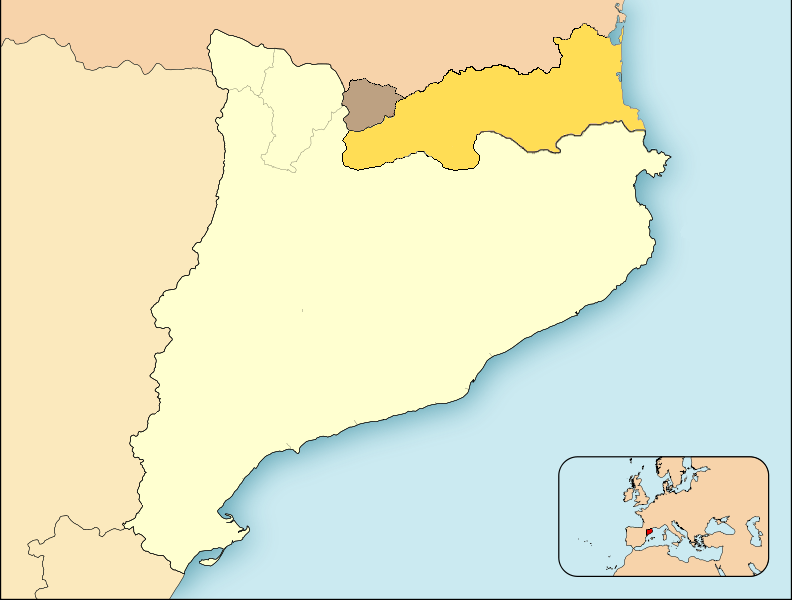
Историческая область Каталония, разделённая впоследствии на две части: северную и южную

Каталония (кат. Catalunya, исп. Cataluña, окс. Catalonha) — историческая область и автономное сообщество (кат. Comunitat Autònoma) в Испании, на северо-востоке Пиренейского полуострова между средиземноморским побережьем и Пиренеями.
Со времён Карла Великого и до середины XVII в. сохраняла свою целостность, однако по Пиренейскому договору 1659 г. была разделена между Испанским и Французским королевствами. В настоящее время Каталония имеет автономный статус в составе Испании.

## География и этапы истории
Историческая Каталония состоит из автономной области Каталония в Испании и Северной Каталонии во Франции (департамент Восточные Пиренеи). История Каталонии, начиная с середины XVII века, то есть разделения исторического региона, касается преимущественно земель современной автономной области Каталония в Испании.
Каталония является этнической территорией каталонцев — западно-романского народа, формирование которого ученые относят к средневековому периоду Испанской марки.

### Этапы каталонской истории
Хронологическая периодизация каталонской истории в целом совпадает с общепринятой в мировой, в частности, европейской, истории. В истории Каталонии выделяют следующие основные исторические периоды:
- Доисторическая эпоха — характеризуется археологическими находками на территории Каталонии остатков примитивного человека, в частности предшественника неандертальца, останки эпохи палеолита (среднего и позднего), мезолита; неолитические стоянки первобытных людей; продолжается до наступления бронзового века (1200-е гг. до н. э.).
- Древняя история — охватывает иберийский период истории Каталонии (2−1 тыс. до н. э.), финикийскую, древнегреческую и карфагенскую колонизацию (с конца 2 тыс. — до II века до н. э.) и римское господство на каталонских землях со II в. до н. э. до вестготского нашествия в начале V в. н. э.
- Каталонское Средневековье — период вестготского господства (V — нач. VII вв.), борьбы с мусульманским нашествием, становления и обретения независимости Барселонского графства как центра формирования каталонской идентичности (сер. VII — сер. XII вв.), вхождение в состав Арагона — (1137—1469 гг.).
- Новое время — Каталония в составе централизованной Испанской морской империи (сер. XV — кон. XVIII вв.); потеря автономии в результате Войны за испанское наследство (1714 год).
- Новейшее время — Каталония под французским управлением как следствие Наполеоновских войн (1808—1814); капиталистические преобразования в Испании (карлистские войны, революция, многопартийность и рабочее движение) 1830—1890 гг. Зарождение и развитие каталонского национализма.
- XX век — по настоящее время — диктатура Франко (1939−1975 гг.); восстановление каталонской автономии (1977); современное политико-экономическое положение Каталонии.

## Доисторическая эпоха
Первые поселения доисторического человека на территории современной Каталонии датируются началом среднего палеолита. Древнейшие останки человека-предшественника неандертальца, жившего около 200 тыс. лет назад, были открыты в окрестностях городка Баньолас (район Пла-де-ла-Эстань), хотя среди ученых нет единства в определении возраста этих костей.
Первые вещи, сделанные из меди, датируются периодом с 2500 до 1800 лет до н. э. Бронзовый век датируется периодом от 1800-х до 700-х годов до н. э. Бронзовый век совпадает по времени с прибытием индоевропейского населения несколькими волнами, начиная с 1200-х гг. до н. э., и появлением первых поселений городского типа. Примерно с середины VII в. до н. э. на землях Каталонии начался железный век.

## Древняя история Каталонии (2 тыс. до н. э. — начало V века н. э.)

### От иберов до карфагенян
Первыми жителями современной Каталонии были иберы, осевшие на побережье в районе сегодняшней Барселоны и Матаро. С VI в. до н. э. свидетельства об иберах предоставляют античные авторы — Гекатей Милетский, Руф Фест Авиен, Геродот, Страбон.
Начиная с 1100 г. до н. э. средиземноморское побережье Иберийского полуострова начинает заселяться финикийскими переселенцами.
С VIII в. до н. э. в Каталонии, как и по всему Иберийскому побережью, появляются греческие колонии, в частности, Родис (сейчас Росас) и ок. 580 г. до н. э. Эмпорион (греч. Εμπόριον, лат. Emporiae, сейчас муниципалитет Ла-Эскала на 35 км южнее от французской границы). Эти колонии основывались преимущественно выходцами из греческого царства Иония. Появление греческих колоний на побережье Средиземного моря способствовало развитию региона, стимулировало распространение сельского хозяйства и оживление торговли, как морской, так и внутренней. Греческие колонисты принесли с собой навыки некоторых ремесел и хозяйственной деятельности. Среди артефактов этого периода, найденных археологами, прекрасные греческие мозаики, керамические изделия, в частности, амфоры, серебряные монеты, которые чеканили как в Родисе, так и в Эмпорионе.
В последующие века, в Каталонию проникают карфагеняне, которые некоторое время удерживали контроль над этой частью Средиземноморья.

### Римская колонизация

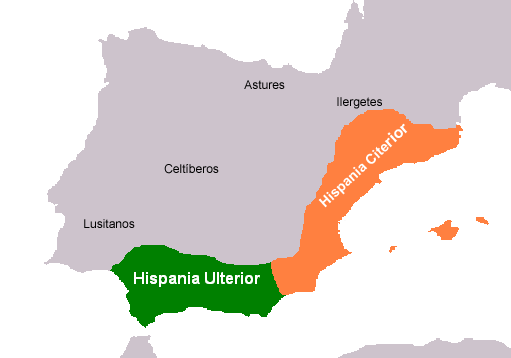
Древнеримские провинции на Пиренейском полуострове, кон. II в. до н. э. — 27 г. до н. э.

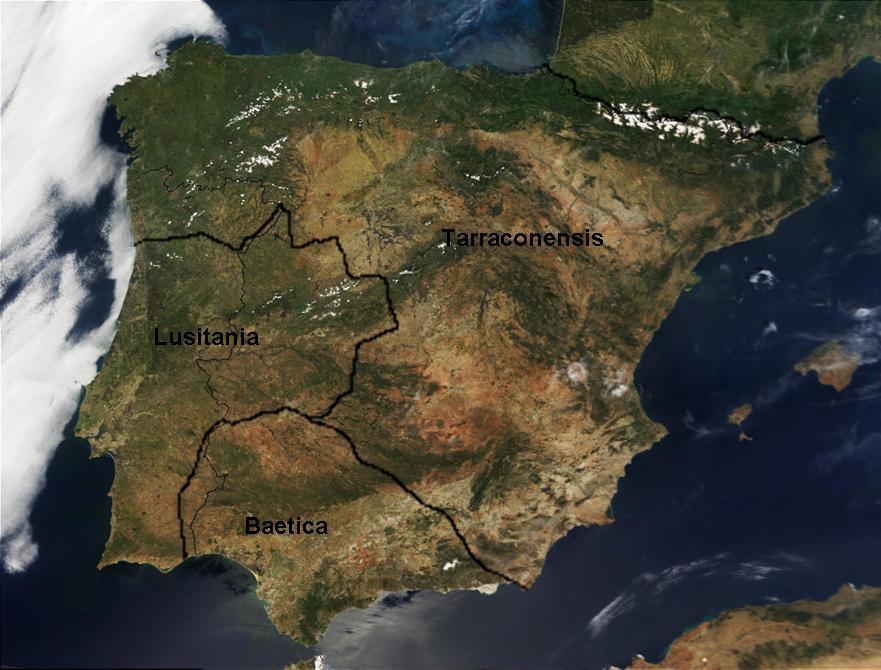
Испания после реформы Цезаря Августа по окончании Кантабрийской войны в 29 г. до н. э.

В 269 году до н. э. река Эбро стала первой военной границей между Карфагеном и Римом. Одной из двух римских провинций, созданных в 197 году до н. э., которая включала в себя территорию современной Каталонии, стала провинция Ближняя Испания (лат. Hispania Citerior), южнее располагалась провинция Дальняя Испания (лат. Hispania Ulterior).
После провозглашения Августом Римской империи, которая в 27 г. до н. э. пришла на смену Республике, была проведена административная реформа. В результате обе испанские провинции преобразованы в одну — Тарраконскую Испанию, в которую входили земли современной Каталонии, Лузитании и Бетики.
В III в. Римская империя в силу внутренних причин переживает значительный кризис, который сильно сказался и на римских провинциях, в частности, расположенных на Пиренейском полуострове.
Но именно внешний фактор привел к последующему ослаблению и окончательному упадку империи.
Однако постоянные набеги варваров (гуннов и вестготов) во 2-й пол. IV века привели к значительному ослаблению империи. Вестготы быстро продвигались по территории ослабевшей империи, фактически не встречая сопротивления. В 410 году пал Рим, а уже 415 году — Барсино (Барселона). Нашествие германских племен знаменовало скорый конец Римской империи — в 476 году последний император Западной Римской империи Ромул Август отрекся от престола.
Римское господство, длившееся на землях современной Каталонии на протяжении почти 6 веков (со II века до н. э. до нач. V века н. э.), имело значительное положительное влияние на регион, обусловив его всестороннее развитие. Одним из основных факторов римского управления является романизация. Её следует рассматривать как всеобъемлющее явление — римляне повлияли как на экономику каталонских земель, так и на культуру, в первую очередь, речь, местного населения. Испанские провинции были одними из богатейших в империи, фактически её «житницей». Заслугой именно Рима является широкое распространение на Пиренеях земледелия, в частности, выращивание злаковых, оливок, виноградарства и т. п., применение достижений тогдашней инженерной мысли в сельском хозяйстве (строительство ирригационной системы и акведуков). Другим важным фактором стала урбанизация. Именно в римский период были основаны и получили развитие большинство значительных каталонских городов — Барсино (лат. Barcino, будущая Барселона), Таррако (лат. Tarraco, будущая Таррагона), Герунда (лат. Gerunda, будущая Жирона) и т. д. Как и повсюду, римская администрация в испанских провинциях занималась сбором налогов и развитием инфраструктуры — строительством, дорогами, мостами и т. д. Внедрение римских управленческих институтов привело к усвоению местным населением норм римского права. В культурной сфере основным следствием римского владычества была латинизация жителей сегодняшней Каталонии (и Иберийского полуострова в целом). Римской эпохой датируются также первые свидетельства о христианстве на каталонских землях (II—III век н. э.). Во времена упадка империи каталонские города были укреплены крепостями и защитными валами, что, однако, не помешало быстрому завоеванию вестготами.

## Средневековье (V—XV вв.)

### Вестготы и арабское нашествие (нач. V — нач. VII вв.)
В 418 году вестготы заселили значительную часть некоторых римских провинций: Тарраконскую Испанию, а также Нарбонну и Аквитанию в Галлии (земли сегодняшней Каталонии тогда входили в Тарраконскую Испанию и частично Нарбонну).
В течение следующих двух веков (VI и VII, т. н. «Темные века» в истории Европы) именно вестготы контролировали большую часть Пиренейского полуострова, кроме юго-востока (провинция Бетика), где располагались колонии Византии. Государство вестготов было довольно неустойчивым — вестготские короли постоянно вели изнурительные войны с внешними врагами (франками, басками, византийцами), кроме того, население страны страдало от эпидемии чумы.
Именно в результате децентрализации власти состоялось первое документально зафиксированное восстание на территории современной Каталонии с целью её государственного выделения — восстание герцога Павла в 672 г. В этом году в Нарбонне он провозгласил себя королём, взяв имя Флавиус Паулюс. Нового короля поддержала знать провинций Септимания и востока провинции Римская Испания (то есть современной Каталонии). Однако уже в следующем 673 году власть на территории, стремящейся отколоться от королевства вестготов, вернул законный король Вамба. У Паулюса конфисковали все имения.

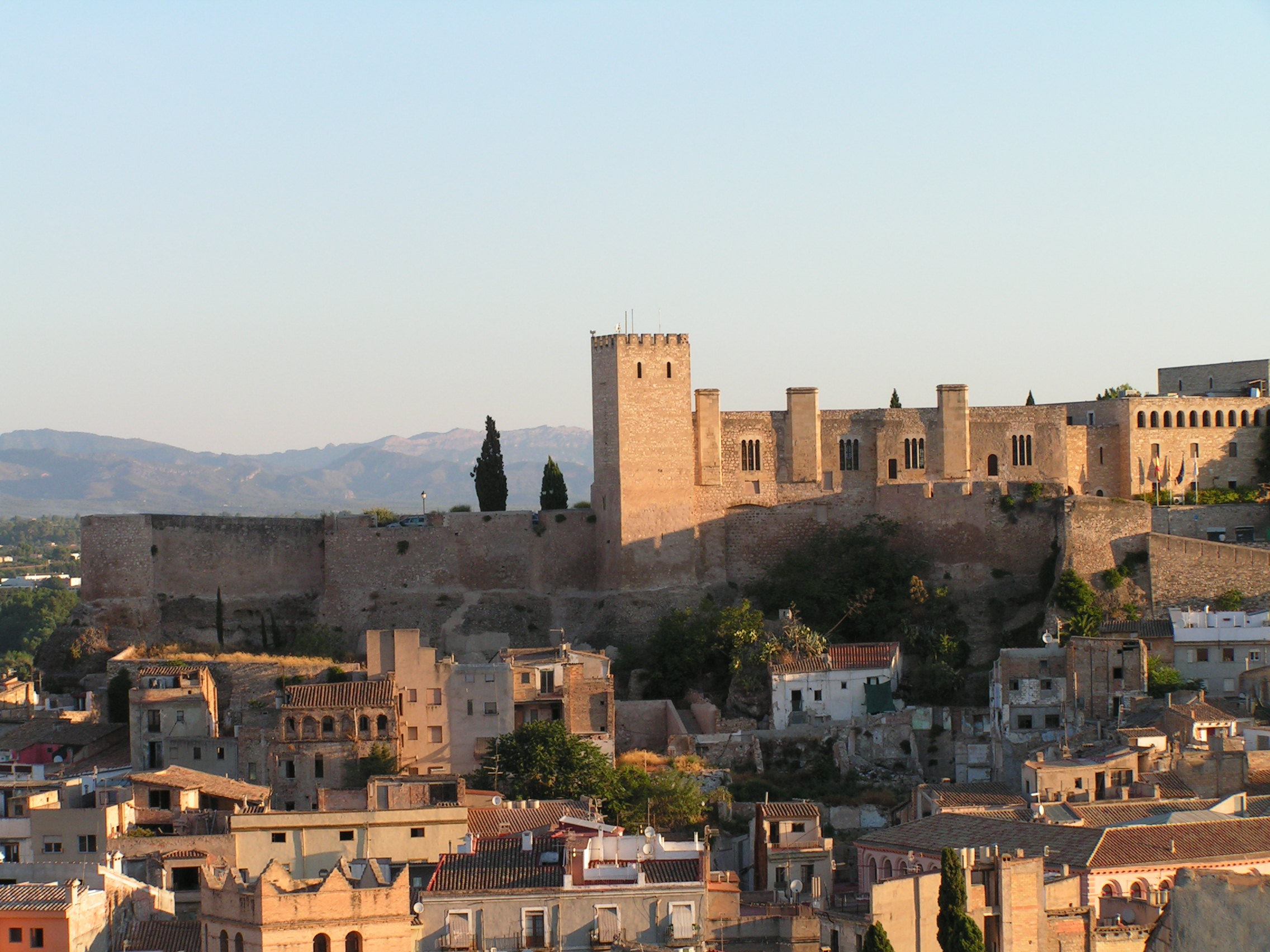
Маврские стены крепости города Тортоса в провинции Таррагона

С середины VII в. стал усиливаться Дамасский халифат, начавший захват Пиренейского полуострова. 19 июля 711 года между вестготами-христианами и арабами-мусульманами произошла битва при Гвадалете, которая знаменовала собой вторжение мусульман в Европу. После этого арабские войска быстро продвигаются вглубь Иберийского полуострова и вскоре захватывают столицу вестготского королевства — Толедо. Вся территория Каталонии была захвачена арабо-берберскими захватчиками в 720 г.

Территориальное деление Иберийского полуострова около 1031 г.

Последним вестготским правителем был король Ардо, правивший только в Септимании до 720—721 гг., а Муса ибн Нусайр стал первым правителем мусульманского государства Аль-Андалус, которое под разными названиями, в разных границах и статусах существовало на Пиренеях до 1492 г.
Почти одновременно с арабо-берберскими завоеваниями начинается Реконкиста — борьба за освобождение Пиренеев от мусульман. Если значительная часть Испании долгое время находилась под правлением мусульман (напр. Гранада до 1492 г.), то каталонские земли в ходе Реконкисты преимущественно были освобождены уже к концу VIII века, хотя некоторые территории т. н. каталонских земель (Валенсия и средиземноморские острова), а также непосредственно современной Каталонии, оставались под властью мусульман. Освобождение Таррагоны было осуществлено лишь в середине XII века, что отразилось как на культуре местного населения, так и на внешнем виде таррагонских городов.

### Борьба с арабскими захватчиками, независимость Каталонии (988 г.) и союз с Арагоном (1137 г.) (VIII—XII вв.)
Завоевав практически весь Иберийский полуостров, мусульмане вторглись во владения Франкского королевства, где они были остановлены в 732 г. в Битве при Пуатье Карлом Мартелом.
С ростом веса династии Каролингов франки начинают вытеснять мусульман уже южнее Пиренеев.
На территории современной Каталонии и вдоль всех Пиренеев франки одерживают существенные победы, отвоевывая одну за одной территории и раздавая их вассалам. Эта новые территория была разделена на отдельные графства, формально независимые политические единицы, которые находились в сфере влияния государства франков — все вместе они получили название «Испанская марка».

Графства, при Карле Великом входившие в Испанскую марку

Первым графством Испанской марки на каталонских землях стал Руссильон, отвоеванный ок. 760 г. В 785 г. были созданы Жиронское графство и графство Бесалу. В 798 г. освобождены и созданы графства Сердань и Урхель, в следующем 799 г. — Осона. До 820 г. все эти три графства, представляющие значительную часть современных каталонских провинций Лерида и Барселона, находились под управлением Бурелом Узонського.
В 801 г. граф Тулузы Гильом Желонский захватывает Барселону, что считается датой создания Барселонского графства (801—1154 гг.), которое выделялось среди соседей попытками проводить сильную самостоятельную и централизаторскую политику уже со времени правления первого графа Барселоны Бера (правил в 801—820 гг.), которому удалось объединить под своим началом графства Барселону, Кунфлен, Жирону и Базаль.
В конце IX в. вновь предпринята попытка объединить разрозненные каталонские графства. Король из династии Каролингов Карл Лысый назначил Вильфреда, сына бывшего графа Барселоны Сунифреда I, графом Сердани и Урхеля (870). После смерти Карла Лысого (877) Вильфред становится графом Барселоны и Жироны (878). Таким образом, значительная часть современной территории Каталонии оказалась под властью одного лица. После его смерти каталонские земли снова были разделены между различными графствами.

### Освобождение Каталонии от франкской зависимости
Начиная с 987 г., когда граф Боррель II отказался клясться на верность первому монарху из династии Капетингов Гуго Капету, каталонские графства становятся все свободнее от Каролингской династии. В настоящее время каталонцы считают 988 год датой основания Каталонии.
Именно с этого времени численность населения, впервые после мусульманского вторжения, начала увеличиваться. В течение IX—X вв. Каталония все больше становилась обществом аллодов (от кат. Alou) — мелких семейных фермерских хозяйств, которые производили больше сельскохозяйственной продукции, чем было нужно для личного потребления. Такие хозяйства не имели феодальной повинности.
XI век характеризовался развитием феодального общества: ранее независимые крестьянские хозяйства становились вассалами местной аристократии. В середине XI в. началась настоящая классовая война, где феодалы в борьбе против крестьян начали использовать новую военную силу — хорошо вооруженных конных наемников. В конце столетия большинство аллодов уже были в вассальной зависимости.
Этот процесс совпал по времени с ослаблением графской власти и с началом разделения «Испанской марки» на все более мелкие графства, которые постепенно становились единым феодальным государством, основанном на сложной системе подчинения вассала своему феодалу. Со времени возвышения Рамона Беренгера I над другими каталонским графами, барселонские графы стали ассоциироваться с высшей властью в Каталонии — именно они связывали системой вассальной зависимости все другие каталонские территории.
Рамон Беренгер I известен тем, что в постоянной борьбе с арабами расширил свои владения в г. Барбастро в Арагоне, ввел большие налоги на мусульманские поселения на Иберийском полуострове, что привело к первому известному периоду экономического процветания в Каталонии. Он впервые покорил территории севернее современной Северной Каталонии (то есть французского департамента Восточные Пиренеи), а именно Разес и Каркассон в современном департаменте Од во Франции (территория исторической Окситания).
Ко времени правления Рамона Беренгера I также относят начало кодификации Каталонского права. Составленный 1058 году кодекс Usatici или Lex usuaria (кат. Usatges, Обычаи) стал первым сводом феодальных законов в Западной Европе, с помощью которого Рамон Беренгер I смог управлять процессом феодализации, начавшимся ещё при его отце. Также он впервые на территории Каталонии (и впервые во всей Западной Европе) в 1027 году вынудил местных феодалов ограничивать свои междоусобные войны системой так называемого «Мира Божьего».
Слово «Каталония» впервые задокументировано в начале XII в. в присяге барселонскому графу Рамону Беренгеру III, где он был назван catalanicus heroes, rector catalanicus и dux catalanensis. В этом документе также имеется слово Catalania. Интересно то, что население Каталонии названо catalanenses (то есть «каталонцы»).
К середине XII века графы Барселоны попытались расширить свою территорию как на юг, так и на запад и север. К территории, подчиненной Барселоне, было присоединено графство Бесалу, часть графства Ампурьяс, всё графство Серданья и на некоторое время даже Прованс. Каталонская церковь становится независимой от нарбонской епархии, в 1118 г. её центром вновь становится г. Таррагона.

### Арагонское королевство

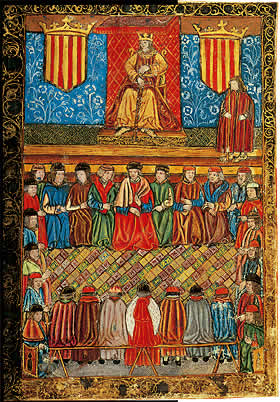
Кортс-Каталанас, каталонский парламент, один из первых в Европе (миниатюра, середина XV в)

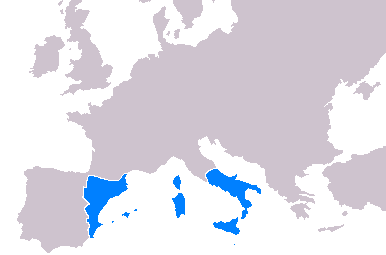
Арагонское королевство в период своего наивысшего могущества

Во времена правления Рамона Беренгера IV (1131—1162 гг.) происходит несколько важных для будущего Каталонии событий: брак с Петронилой Арагонской в 1137 г., который образовал союз барселонского графства с франкским королевством. Этот союз уже в XIV в. будет подтверждён Педро IV. Рамон Беренгер IV использовал именно слово «Арагон» для обозначения своего титула, поскольку быть Арагонским королём было престижнее, чем барселонским графом. Именно поэтому с 1150 года барселонская графская линия официально перестает существовать. Сын графа уже назывался королём Арагона, а не Каталонии. Несмотря на это, Каталония и Арагон сохраняли все свои традиционные права. В частности, в Каталонии продолжал функционировать один из первых парламентов в Европе — Кортс каталанас. Впервые как представительный орган дворянства, духовенства и горожан он собрался в 1289 году. Каталонский парламент был признан официальным органом в 1359 году.
Кроме этого, в царствование Рамона Беренгера IV были завоеваны Лерида и Тортоса, то есть завершилось объединение всей территории, охватывающей современную Каталонию (без Валенсии и Балеарских островов). Эта территория включала земли к югу от исторической «Испанской марки», которые стали известны как Новая Каталония. Каталонцы заселили эти новые земли к концу XII века.
В течение нескольких последующих столетий Каталония становится одним из главнейших регионов в Европе, великой морской империей, владения которой находились главным образом в Западном Средиземноморье, включая захваченную Валенсию, Балеарские острова, Сардинию, а также Сицилию, которой арагонские короли управляли благодаря династическому союзу.
В конце XII в. с Кастильским королевством было заключено несколько соглашений, которые делили между этими государствами мусульманские земли, которые было решено вернуть в христианский мир (Реконкиста). Кроме того, Арагонским королевством производилась политика укрепления своей власти в Провансе, однако в 1213 году король Педро II был убит в битве при Мюре, и этот «политический проект» был забыт. Его преемник Хайме I в 1227 г. завершил объединение своего унаследованного королевства и начал новые завоевания. В течение следующих 25 лет именно он завоевал Мальорку и Валенсию.

## Каталония в Новое время (1469 г. — кон. XVIII в.)

### Каталонские земли во 2-й пол. XV—XVI веках
Союз Арагонского и Кастильского королевств

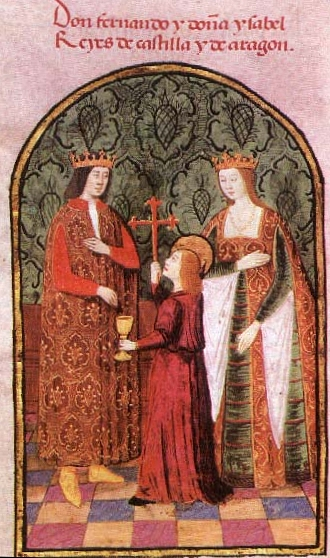
Фердинанд и Изабелла

В 1469 г. король Арагона Фердинанд женится на Изабелле Кастильской, таким образом создается династический союз Арагона и Кастилии. После крестьянских восстаний 1462 −1472 и 1484 −1486 гг. указом Фердинанда в Каталонии была отменена феодальная зависимость крестьян. В 1516 г. оба королевства были формально объединены в едином Королевстве Испания, однако каждое из них сохраняло собственные политические учреждения, судопроизводство, законы, а также вело выпуск собственных денег.
Открытие Америки Христофором Колумбом во время экспедиции, которая была снаряжена на испанские деньги, привело к перемещению центра европейской экономики из Средиземноморья в Атлантику. Это ощутимо уменьшило экономическую и политическую важность Каталонии.
Каталония в XVI веке
В XVI в. население Каталонии вновь возросло, улучшилась также экономическая ситуация. Поскольку экономический центр Испании как морской державы переместился из Средиземного моря в Атлантику, Королевство Валенсия стало главной (с экономической точки зрения) частью бывшего Арагонского королевства, то есть конфедерации Арагона, Каталонии, Валенсии и Балеарских островов.
Правление испанского короля Филиппа II ознаменовало начало постепенного упадка каталонской экономики, культуры и каталанского языка. Среди самых негативных процессов того периода было увеличение пиратских нападений на побережье Каталонии и бандитизма на суше.

### Наступление на автономные права Каталонии — от «Войны жнецов» (1640—1652) до отмены автономии (1714)

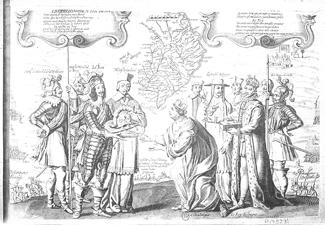
Аллегория присоединения земель Северной Каталонии ко Франции, гравюра XVIII века

«Война жнецов» (1640—1652) началась как восстание крестьян в Барселоне. Подавление восстания было поручено генералу Педро Фахардо. Конфликты между Каталонией и монархией уже не раз возникали во времена Филиппа II. Истощив экономические ресурсы Кастилии, Филипп хотел воспользоваться богатствами Каталонии, однако каталонские правительственные учреждения и привилегии были хорошо защищены условиями союза Арагонского и Кастильского королевств, о чём заботилась каталонская аристократия.
В 1630-х годах, после вступления Франции в Тридцатилетнюю войну, в Руссильоне был размещён многочисленный испанский военный контингент. Местным крестьянам было приказано кормить солдат и предоставлять им жильё. 7 июня 1640 года началось восстание, известное как «Корпус крови». Одновременно пострадали многие королевские чиновники разного этнического происхождения, не только кастильцы. Впрочем, в первую очередь крестьянское восстание было направлено против доминирования кастильцев и за независимость Каталонии.
Президент женералитета Пау Кларис (кат. Pau Claris), провозгласил Каталонскую республику под протекторатом Людовика XIII, короля Франции. Это позволило французским войскам занять новые позиции на территории Иберийского полуострова, ближе к его центральной части. Республика была провозглашена 10 сентября 1640, просьба о протекторате была направлена Людовику XIII 23 января 1641 года, положительный ответ от короля Франции пришёл 30 декабря 1641 года.
В 1652 году Каталонию вновь заняли испанские войска. Война с Францией продолжалась до 1659 года, когда, в соответствии со статьями Пиренейского мирного договора, к Франции отошли каталонские территории Руссильон, Конфлан, Вальеспир, Капсир, а также северная часть Графства Серданьи. До сегодняшнего дня эта территория находится в составе Французской республики и административно входит в состав департамента Восточные Пиренеи.
Война за испанское наследство (1705−1714)
Война за испанское наследство (1705—1714) привела к отмене каталонской автономии и привилегий. В дальнейшем правители Испании пытались разрушить национальную идентичность каталонцев. В течение следующих двух с половиной столетий запрещался каталанский язык, сфера его распространения существенно ограничивалась.
В 1705 году после постоянных конфликтов герцог Анжуйский Филипп вошёл в Барселону, которая признала его как короля Испании в 1706 году. Война 1705—1714 годов, которая началась после этого, стала настоящим бедствием для Каталонии и других земель бывшего Арагонского королевства. В 1710 году политико-административные структуры Валенсии и Арагона были уничтожены, их привилегии отменены. Последний период войны и Утрехтский договор (1713—1714) ознаменовались взятием Барселоны 11 сентября 1714 года, которое стало решающей битвой Войны за испанское наследство, для каталонцев же она стала национальным поражением, впрочем, именно этот день в настоящее время является Национальным днем Каталонии.
После падения Барселоны была отменена каталонская конституция, закрыты каталонские университеты и запрещено использование каталанского языка в делопроизводстве. Также язык было запрещено преподавать даже в начальных и средних школах.
Экономическое положение Каталонии в XVIII в.
Несмотря на сложную внутреннюю ситуацию, экономика Каталонии развивалась на протяжении XVIII века. Население, сельскохозяйственное производство и торговля росли, особенно благодаря прибыли от американских колоний (после 1778 года Каталонии, уже как неотделимой части Испании, было разрешено торговать с испанскими колониями в Америке). С выработки хлопчатобумажных и других тканей началась индустриализация, появилась прослойка собственников предприятий и, соответственно, людей, занятых исключительно на производстве.

## Каталония в Новейшее время (кон. XVIII—XIX вв.)

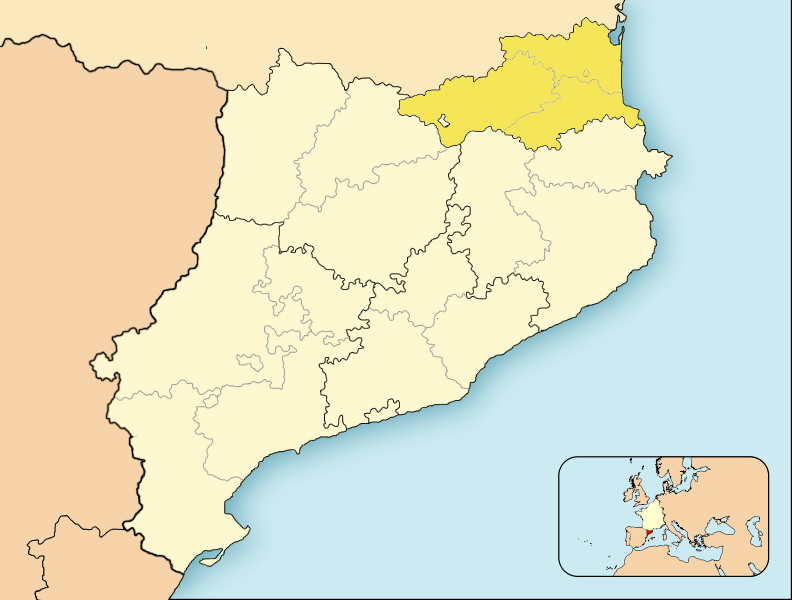
Каталония в 1812—1814 г.г. в составе Франции, желтым цветом обозначена Северная Каталония

### Наполеоновские и карлистские войны
Наполеоновские войны
В 1808 году во время наполеоновских войн Каталонию заняли солдаты генерала Гийома Филибера Дюэм. Испанская армия рассеялась, но народное сопротивление против французской оккупации быстро набрало силу в Каталонии, также как и в других частях Испании. Это перешло в Испанскую войну за независимость. Среди событий этой войны следует отметить битву при Бруке и три осады Жироны, которую окружила французская армия и которая защищалась под руководством генерала и военного губернатора Мариано Альварес де Кастро. Французы окончательно захватили город 10 декабря 1809 года после того, как множество людей умерло от голода, эпидемий и холода. Альварес де Кастро умер в тюрьме через месяц.
26 января 1812 года Каталония была аннексирована Францией, а на её территории было создано четыре (позднее два) департамента.
Французский доминион в Каталонии существовал до 1814 г., когда департаменты были официально ликвидированы 10 марта 1814 года. Британский генерал А. Веллингтон подписал перемирие, по условиям которого французы оставили Барселону и другие свои опорные пункты, которые к тому времени все ещё оставались под контролем Франции.
Карлистские войны
Во время правления Фердинанда VII (1808—1833) в Каталонии произошло несколько восстаний. После его смерти конфликт между карлистами(сторонниками Инфанта Карлоса) и либеральными сторонниками Изабеллы II привел к Первой карлистской войне, длившейся до 1840 г. и бывшей наиболее разрушительной войной на территории Каталонии. Как и баски, многие каталонцы боролись на стороне карлистов, и не потому, что они поддерживали абсолютную монархию, а потому, что они надеялись, что реставрация Старого режима означает возврат их привилегий и региональной автономии.
Победа либералов над абсолютистами привела к буржуазной революции во время правления Изабеллы II. Оно было отмечено коррупцией, неэффективностью административного управления, углублением централизации, а также политической и социальной напряженностью. Либералы вскоре разделились на «умеренных» и «прогрессивных». В Каталонии начало утверждаться республиканское движение, кроме того каталонцы стали выступать за федеративную Испанию.
В сентябре 1868 года испанский экономический кризис привёл к Сентябрьской революции (Ла-Глориоза), которая ознаменовала начало так называемых «Шести революционных лет» (исп. Sexenio Revolucionario), длившихся на протяжении 1868—1873 гг. Среди самых примечательных событий этого периода следует отметить правление правительства генерала Хуана Прима и его убийство, федералистские восстания 1869 г., провозглашение Первой испанской республики, Третью карлистскую войну и распространение идей Первого Интернационала.

### Каталонское национальное движение на фоне экономического роста (2-я пол. XIX в.)
Экономическое и культурное возвышение
Во второй трети XIX в. Каталония стала центром испанской индустриализации. Одновременно с развитием капитализма на территории Каталонии появились признаки каталонского культурного ренессанса — движения за возрождение каталанского языка и культуры после длительного периода упадка.
Зарождение и развитие каталонского национализма
На фоне экономических и культурных успехов в Каталонии усилились центробежные настроения. В 1871 году Каталония даже попыталась отделиться от Испании, однако после переговоров с центральным правительством осталась в составе Испанского Королевства.
В 1874 г. мятеж генерала Мартинеса привёл к восстановлению династии Бурбонов в лице короля Альфонса XII. Это был период репрессий, направленных против рабочего движения, а также медленной кристаллизации каталонской национальной идентичности, и длился он до начала XX века.
В течение последующих десятилетий политический подтекст идентичности Каталонии как отдельной страны становится очевидным. Впервые современная теория каталонской национальной идентичности была сформулирована Валенти Альмиралем. В 1901 году Энрик Прат и Франсеск Камбо сформировали Региональную Лигу (исп. Liga Regionalista), которая стала составной частью коалиции Каталанская солидарность (исп. Solidaridad Catalana).

## Каталония в XX—XXI веках

### Первая половина XX века

#### Начало XX века
Каталонское рабочее движение в начале XX века имело три составляющие: синдикализм, социализм и анархизм, в том виде, в котором его популяризировал Алехандро Леррус. Вместе с Астурией, Каталония в целом и Барселона в частности были центрами радикального трудового движения, отмеченного многочисленными всеобщими забастовками, террористическими актами (особенно в конце 1910-х годов) и распространением анархистской Национальной конфедерации труда. Растущее напряжение между каталонскими рабочими и буржуазией привело к тому, что буржуазия поддержала диктатуру Мигеля Прима де Риверы, несмотря на его централизаторскую политику.

#### Республика и гражданская война

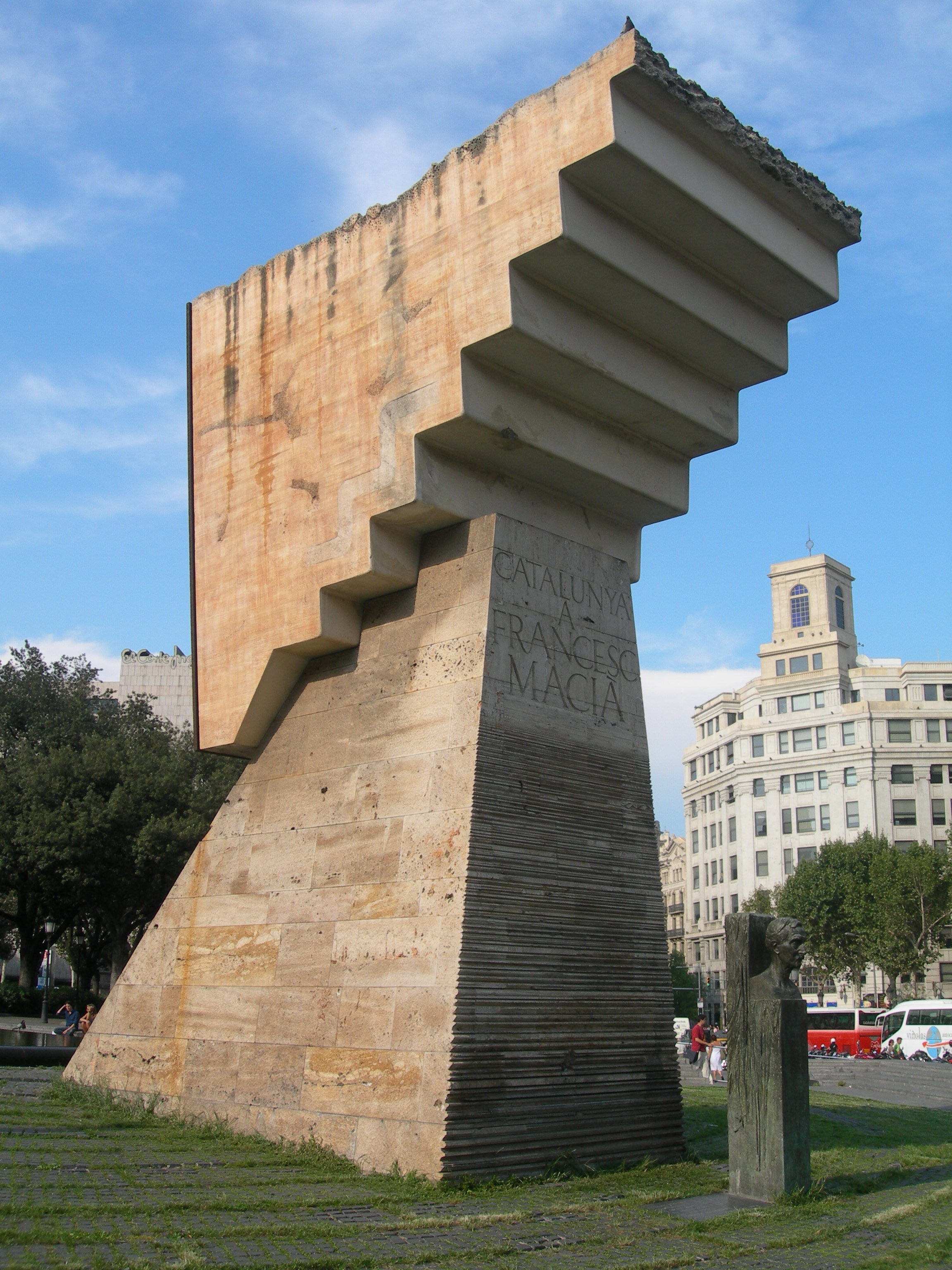
Памятник Франсеску Масии

После падения режима Прима де Риверы левые силы Каталонии приложили большие усилия, чтобы создать единый фронт во главе с Франсеском Масией. Республиканских левых Каталонии поддержало много каталонских рабочих, которые ранее в основном не голосовали. Отстаивая социализм и независимость Каталонии, левые достигли впечатляющей победы на муниципальных выборах 12 апреля 1931 года, которые предшествовали провозглашению 14 апреля II Испанской Республики. Каталонский Женералитат был восстановлен, а в сентябре 1932 года Каталония получила новый автономный статус. Подобный статус получила также Страна Басков.
В бытность двух президентов Женералитата — Франсеска Масии (1931—1933) и Льюиса Компаниса (1934—1939) республиканские органы самоуправления Каталонии осуществили значительные реформы, несмотря на серьёзный экономический кризис и его социальные последствия и политические изменения в течение этого периода, в частности восстание в Барселоне в октябре 1934 года Национальная конфедерация труда переживала кризис, что привело в 1930-х годах к её разделению на Рабочую партию марксистского единства и Объединённую социалистическую партию Каталонии.
После того, как на выборах 1936 года победили левые силы, в июле 1936 года националистические силы во главе с Франсиско Франко выступили против правительства страны, что привело к Гражданской войне в Испании. Поражение военного восстания в Каталонии в самом его начале привело к тому, что Каталония приняла сторону республиканцев. Женералитат постепенно стал единственным центром силы в Каталонии, хотя наряду с ним существовали и военные подразделения, созданные рабочими партиями.
Военные подразделения Женералитата были сосредоточены на двух фронтах: в Арагоне и на Мальорке. Арагонский фронт сопротивлялся до 1937 года, когда войска Франко заняли Льейду и Балагер. В конце концов войска Франко разделили республиканскую территорию на две части, заняв Винарос, чем изолировали Каталонию от остальной территории, контролируемой республиканским правительством Испании. Поражение Республиканских армий в битве на Эбро привело к захвату Каталонии в 1938 и 1939 годах антиправительственными войсками.
Установленный Франко политический режим сразу же отменил каталонскую автономию, принял строгие меры против каталонского национального движения, начал притеснения каталонской интеллигенции и культуры. Только через сорок лет, после смерти диктатора в 1975 году и принятия новой демократической Конституции Испании в 1978 году, Каталония вернула себе собственную автономию и воссоздала в 1979 году Женералитат.
Джордж Оруэлл воевал в Каталонии с декабря 1936 по июнь 1937 года. Его воспоминания об этом периоде под названием «Памяти Каталонии» были впервые изданы в 1938 году. Эта книга является одной из самых известных книг о гражданской войне в Испании.

### Диктатура Франко (1939—1975)
Как и в других частях Испании, правление Франко в 1939—1975 гг. в Каталонии привело к подавлению демократических свобод, роспуску и преследованию партий, тотальной цензуре, а также к запрету всего, что было связано с левыми идеями. Для Каталонии это также означало уничтожение автономии, упразднение особых каталонских учреждений и полное закрытие каталаноязычной прессы. В течение первых лет режима любое сопротивление было уничтожено, в тюрьмы по политическим мотивам были брошены тысячи людей, многие каталонцы были вынуждены эмигрировать. Кроме того, 4 тыс. каталонцев были казнены между 1938 г. и 1953 г., среди них был и бывший президент Женералитата Льюис Компанис.
В 1960-е годы началась модернизация в сельском хозяйстве, возросла индустриализация страны и начался массовый туризм. В Каталонию приехало много мигрантов из других регионов Испании, что особенно ускорило рост Барселоны и агломерации вокруг неё. Оппозиция рабочего класса к Франко начала проявляться в виде «Рабочих комиссий», возвращении профсоюзов. В 1970-х годах демократические силы объединились в Ассамблею Каталонии.

### Восстановление демократии

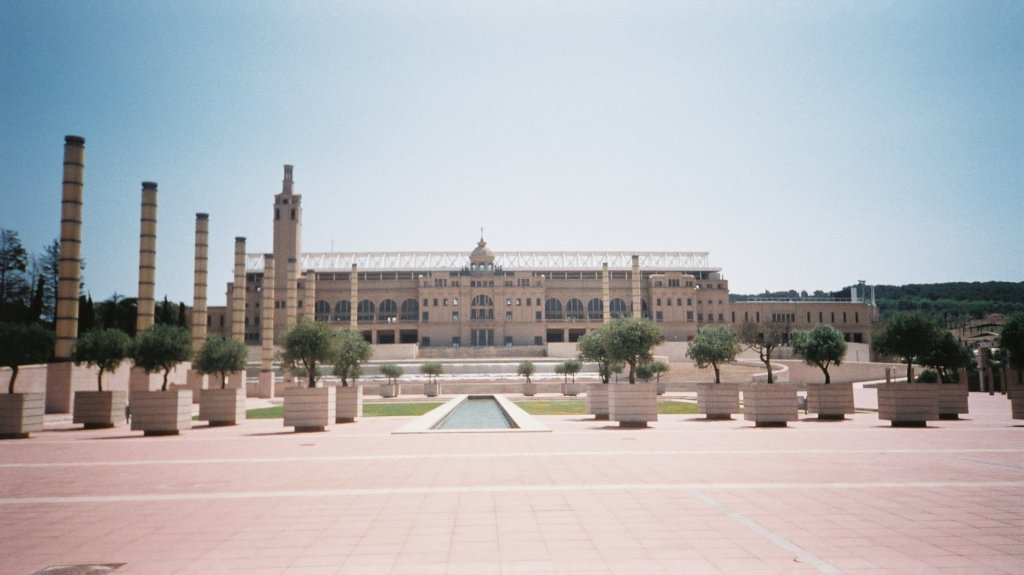
Олимпийский стадион имени Льюиса Компаниса в Барселоне

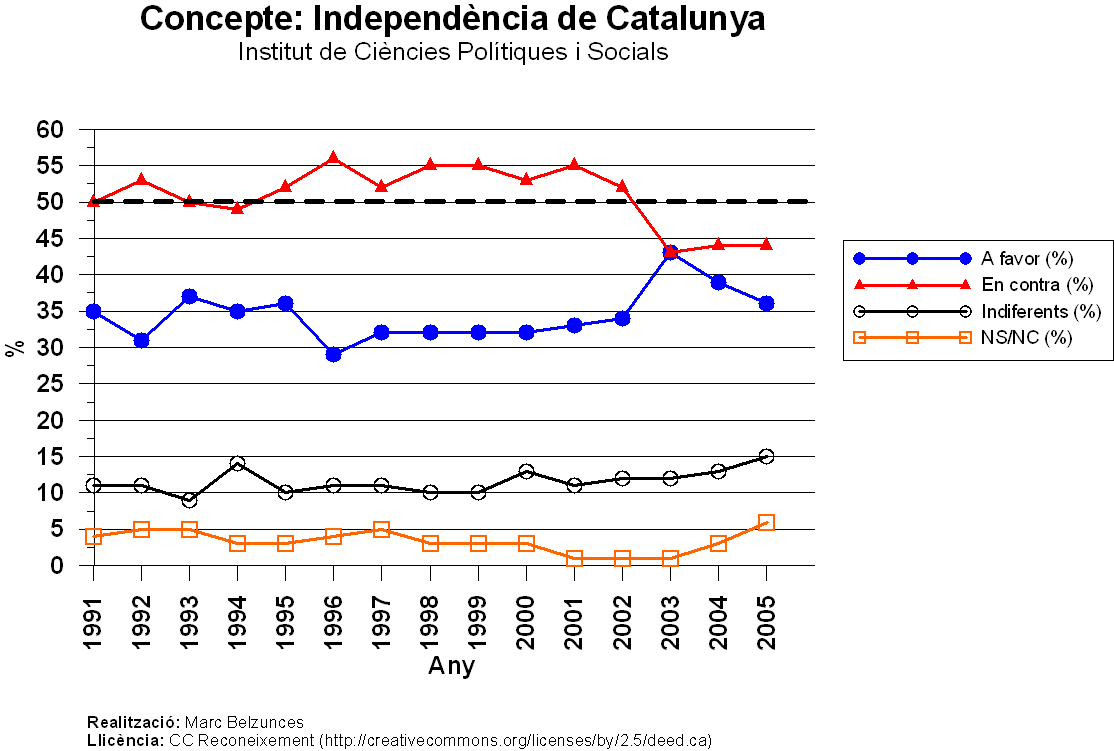
График: общественное мнение относительно независимости Каталонии (синий — поддержка, красный — против, чёрный — всё равно, оранжевый — не определились) по данным Барселонского института политических и социальных наук (ICPS), Автономный университет Барселоны

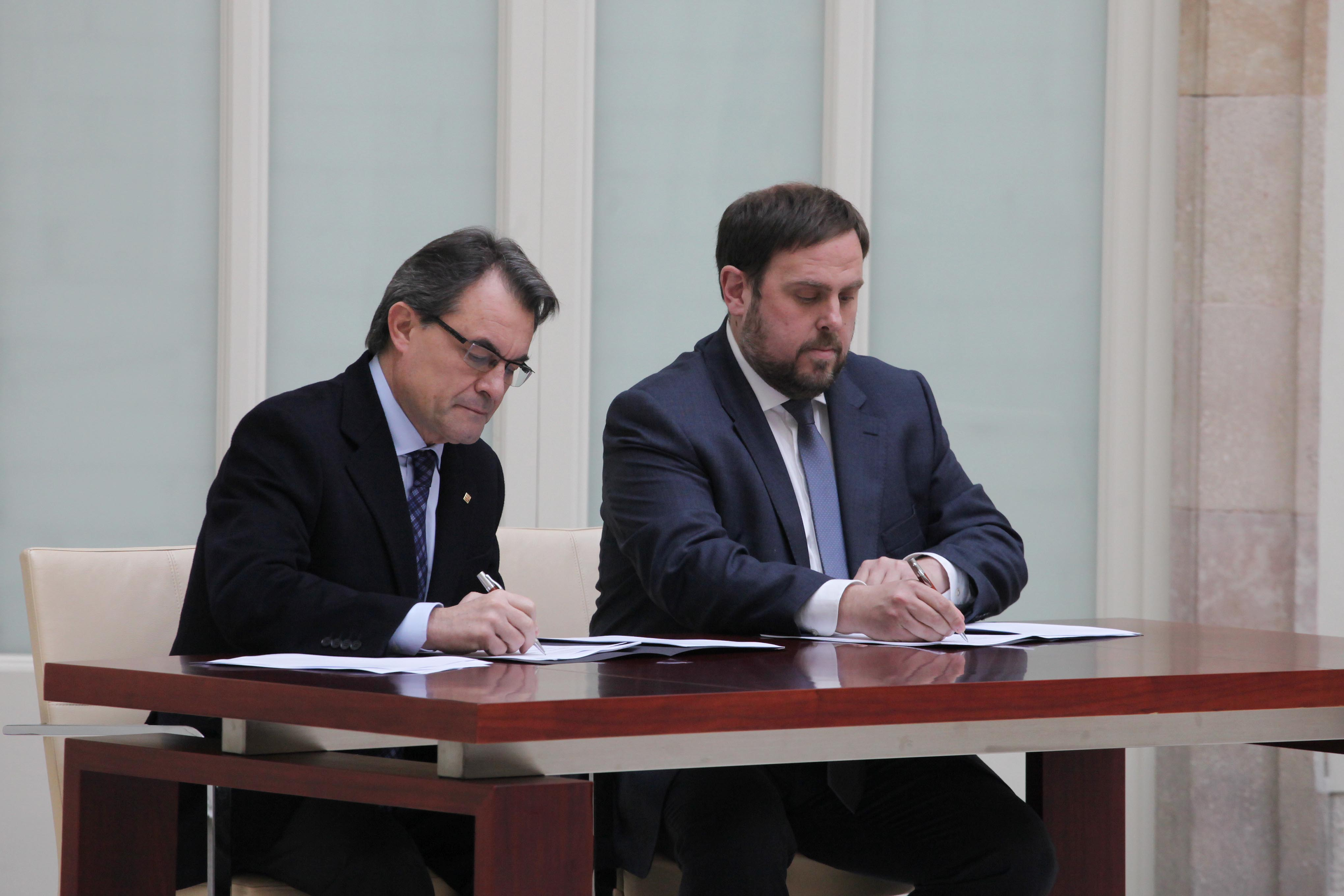
Глава Женералитата Каталонии Артур Мас и лидер оппозиции Уриол Жункерас подписывают постановление об управлении на 2012—2016 годы, 19 декабря 2012

С окончанием диктатуры Франко начался период, известный как переход к демократии, или сокращенно «Переход» (кат. La transició), который длился с 1975 по 1982 гг. и в течение которого демократические свободы в Испании в целом были восстановлены. Так, в 1978 г. была принята новая демократическая испанская Конституция. Эта конституция признала существование многочисленных национальных общин в рамках испанского государства. По Конституции страна была разделена на автономные области. Для Каталонии это означало постепенное возвращение её автономистских прав.
Временный Женералитат Каталонии был возрождён на первых всеобщих выборах в 1977 году. Его возглавил Жозеп Таррадельяс (кат. Josep Tarradellas). В 1979 году устав автономии был окончательно одобрен. Этим уставом самоуправлению делегировалось больше прав по делам образования и культуры, чем уставом 1932 г., но меньше в сфере правосудия и надзора за законностью. Согласно этому уставу, Каталонию определили как «нацию», каталанский язык на её территории стал официальным, наряду с испанским.
Для самой Каталонии период 1980-1990-х годов стал временем значительного экономического подъёма и развития автономных учреждений. В экономической сфере большим фактором роста стало вхождение 1 января 1986 года Испании в ЕЭС (2-я волна евроинтеграции). Также не в последнюю очередь этому способствовала внутренняя политическая стабильность — в течение почти четверти века (1980—2003 гг.) во главе каталонского автономного правительства находился 126-й председатель Женералитата Жорди Пужоль (кат. Jordi Pujol i Soley), глава правоцентристской каталонской националистической избирательной коалиции Конвергенция и Союз, которая состояла из его собственной партии Демократическая конвергенция Каталонии (кат. Convergència Democràtica de Catalunya) и меньшего и более консервативного Демократического Союза Каталонии (кат. Unió Democràtica de Catalunya, UDC). Кроме того, в связи с постоянными кризисами центрального правительства и отсутствием абсолютного большинства в испанском парламенте в течение 1990-х годов, испанское правительство сделалось зависимым от поддержки, которую оказывали националистические партии автономий (каталонские, баскские, Канарских островов и т. д.), что значительно поспособствовало укреплению каталонской автономии, в частности, в период последнего срока Фелипе Гонсалеса (1993—1996 гг.) и первого срока Хосе-Марии Аснара (1996—2000 гг.).

#### Экономическое положение в 1990-х
В области обособления каталонской автономии было сделано немало — созданы автономная полиция, уездные администрации и верховный суд в форме Высшего трибунала юстиции Каталонии (кат. Tribunal Superior de Justícia de Catalunya). Каталонским законом о лингвистической нормализации были поддержаны каталаноязычные СМИ. Правительство Каталонии стало напрямую обеспечивать предоставление субсидий для продвижения каталонской культуры, в частности создание каталаноязычных кинолент и размещение субтитров на каталанском в фильмах иностранного производства.
В 1992 г. в Барселоне прошли летние Олимпийские игры, которые привлекли внимание международной общественности к Каталонии и её столице. В 1990-е, в связи с крахом Восточного блока и СССР и сопряжёнными с этим политическими и экономическими неурядицами в странах Центральной и Восточной Европы, значительно усилилось иммиграционное движение в Каталонию, что, с одной стороны, отражалось негативно на социальной сфере, а с другой стороны — давало приток относительно дешёвой и/или часто неучтённой (незарегистрированной) рабочей силы, что было дополнительным фактором экономического роста.

#### Политический раскол 2000-х

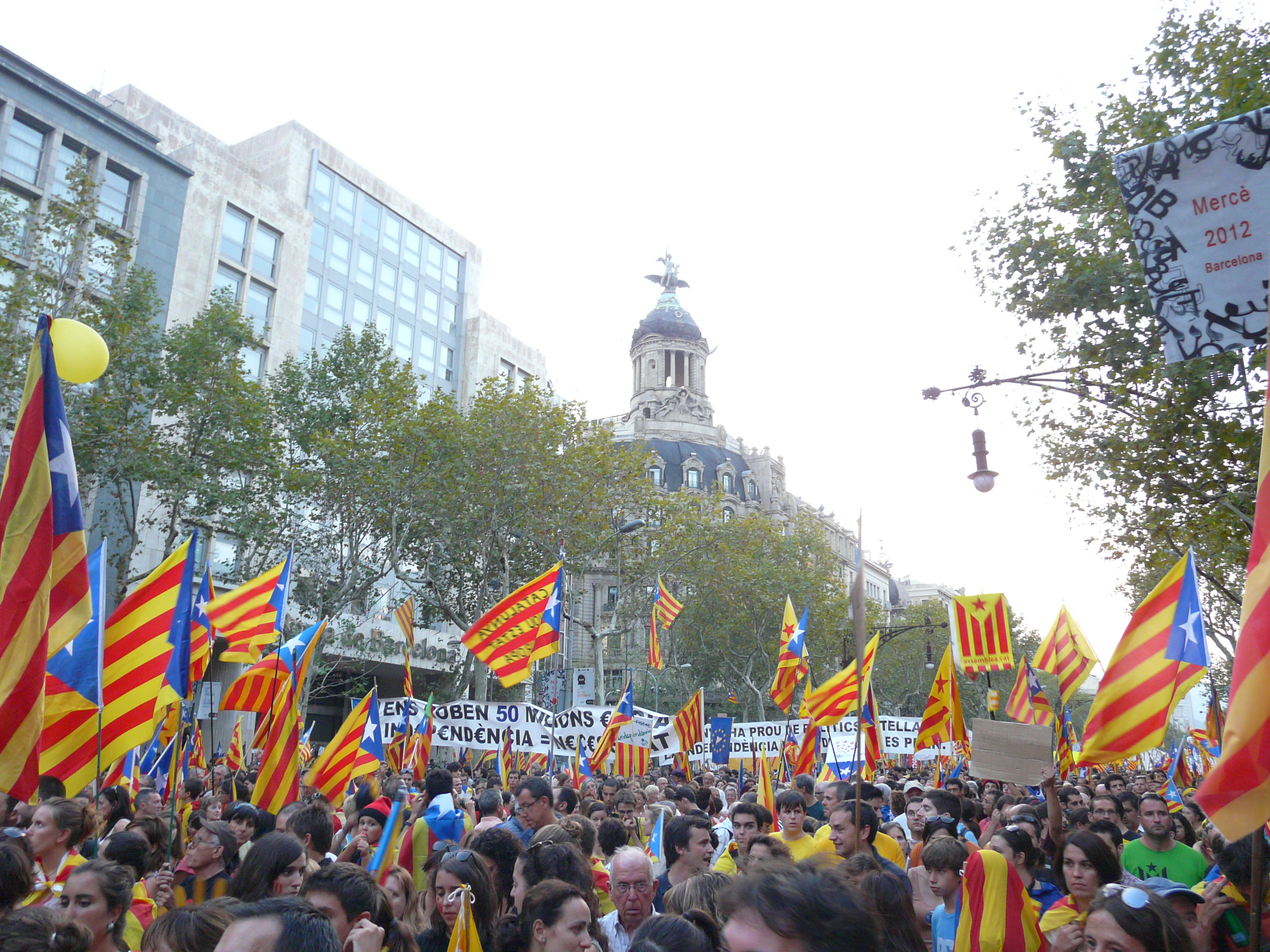
Демонстрация 1,5 млн человек за независимость Каталонии (11 сентября 2012 г.)

На начало 2000-х вышли на поверхность политические противоречия в каталонском истеблишменте. В ноябре 2003 г. выборы в Женералитата дали больше голосов (но не абсолютное большинство) коалиции Конвергенция и Союз. Три другие партии (PSC-PSOE, ERC и ICV) объединились и сформировали кабинет Паскуаля Марагаля (PSC-PSOE), который и стал новым главой Женаралитата.
Это правительство оказалось неустойчивым, особенно в том, что касалось проблемы реформирования Устава автономии Каталонии, поэтому были назначены новые досрочные выборы, которые были проведены осенью 2006 г. В результате этих выборов Конвергенция и Союз вновь набрала больше голосов, чем другие партии, но PSC-PSOE, ERC и ICV снова сформировали правительственную коалицию. 28 ноября 2006 г. 128-м президентом Женаралитата Каталонии стал Хосе Монтилья Агилера

#### Современное положение
В начале XXI в. каталонская элита и общество разделились на тех, кто требует большей независимости от Мадрида вплоть до государственного самоопределения, и сторонников существующей автономии. Среди каталонцев отношение к независимости Каталонии неоднозначно. Весьма значительной является часть каталонцев, которые не определились со своим отношением к независимости Каталонии, и их число все время меняется; около 40 % жителей Каталонии выражают негативное отношение. Доля тех, кто выступает за выход из состава Испании, составляет около трети населения (это число остаётся стабильным). Следует учитывать, что среди сторонников независимости Каталонии есть и те, кто предпочел бы видеть в составе вновь созданного каталонского государства так называемые каталонские земли.
18 июня 2006 г. в Каталонии состоялся референдум, по результатам которого 74 % его участников высказались за бо́льшую самостоятельность своей автономии и за признание каталонцев отдельным народом. В результате сообщество получило бо́льшие права в регулировании внутренней жизни, в частности, в налоговой системе, юстиции и миграционной политике.
9 ноября 2015 г. Парламент Каталонии утвердил резолюцию о создании независимой республики. В течение 18 месяцев должны быть сформированы различные госструктуры и составлен текст новой конституции. За документ проголосовали 72 депутата и 63 высказали. Однако 2 декабря Конституционный суд, пересмотрев иск правительства Испании о нелегитимности резолюции как акта сепаратистского движения, аннулировал указанную резолюцию, признав её незаконной.